# Walther Leisler Kiep
Walther Gottlieb Louis Leisler Kiep, né le 5 janvier 1926 à Hambourg et mort le 9 mai 2016 à Kronberg im Taunus (Hesse), est un homme politique allemand de l'Union Chrétienne-Démocrate (CDU).

## Biographie
Issu d'une famille libérale, Kiep nait le 5 janvier 1926 à Hambourg : il est le fils de Louis Leisler Kiep, un capitaine de la marine et homme d'affaires et d'Eugénie Maria Anna vom Rath. Kiep va à l'école à Hambourg et à Istanbul et obtient son Abitur, en 1943, avant de rejoindre la Wehrmacht. Le 20 avril 1944, jour de l'anniversaire d'Adolf Hitler, il rejoint le Parti nazi. Cette même année, son oncle, Otto Carl Kiep, est exécuté par les nazis pour son adhésion au Cercle de Kreisau. Après la guerre, il commence à étudier l'histoire et l'économie, mais n'obtient pas de diplôme.

### Carrière politique

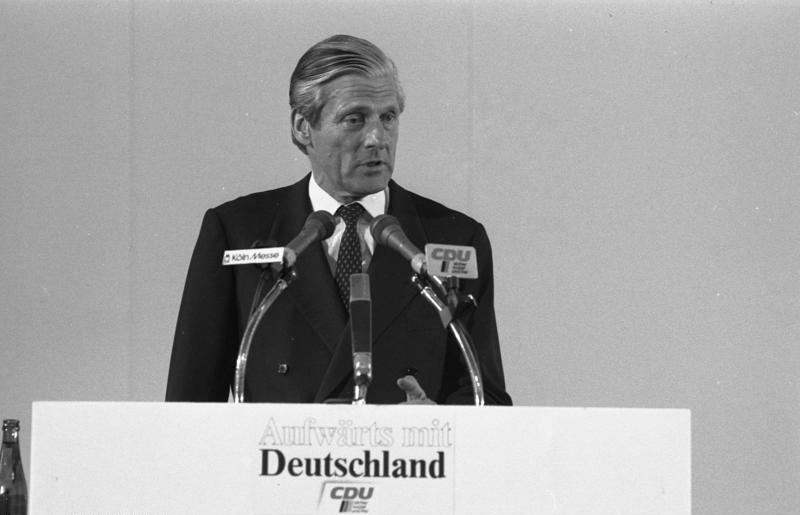
Walther Leisler Kiep à la convention du parti CDU à Cologne (1983).

Walther Leisler Kiep est membre du Bundestag, entre 1965 et 1976 et à nouveau à partir de 1980 à 1982. Il est entre-temps ministre de l'économie (1976-77) et ministre des finances (1976-80) en Basse-Saxe, d'Ernst Albrecht, alors ministre-président de la Basse-Saxe. En 1982, Walther Leis Kiep est le premier candidat de la CDU dans les deux élections régionales successives à Hambourg. Il échoue à deux reprises face à Klaus von Dohnányi. À partir de 1971 jusqu'en 1992, il est trésorier de son parti au niveau fédéral. À  ce poste, Walther Leis Kiep instaure un système de non-déclaration des comptes de revenus, conduisant à l'affaire des caisses noires de la CDU en 1999.

## Publications
- (de) Kiep Walther Leisler, Was bleibt ist große Zuversicht. Erfahrungen eines Unabhängigen : Ein politisches Tagebuch, Berlin - Vienne, Philo, 1999 (ISBN 3-8257-0140-9)
- (de) Kiep Walther Leisler, Brücken meines Lebens : Die Erinnerungen, Munich, Herbig, 2006 (ISBN 3-7766-2444-2)

## Source de la traduction
- (en) Cet article est partiellement ou en totalité issu de l’article de Wikipédia en anglais intitulé « Walther Leisler Kiep » (voir la liste des auteurs).